# Vionnaz
Vionnaz je obec v západní (frankofonní) části Švýcarska, v kantonu Valais. Žije zde přibližně 3 000 obyvatel.

## Geografie
Vionnaz se nachází v dolní části kantonu Valais a táhne se od roviny řeky Rhôny na východě přes náplavový kužel říčky Greffe až k Alpám na hranici s Horním Savojskem (Francie). Nejvyšším vrcholem je Tour de Don ve výšce 1999 m n. m. Obec se skládá z hlavní obce Vionnaz v údolí a horských vesnic Mayen, Revereulaz a Torgon a z osad Crébellay, Beffeux a Bonne Année.

## Historie

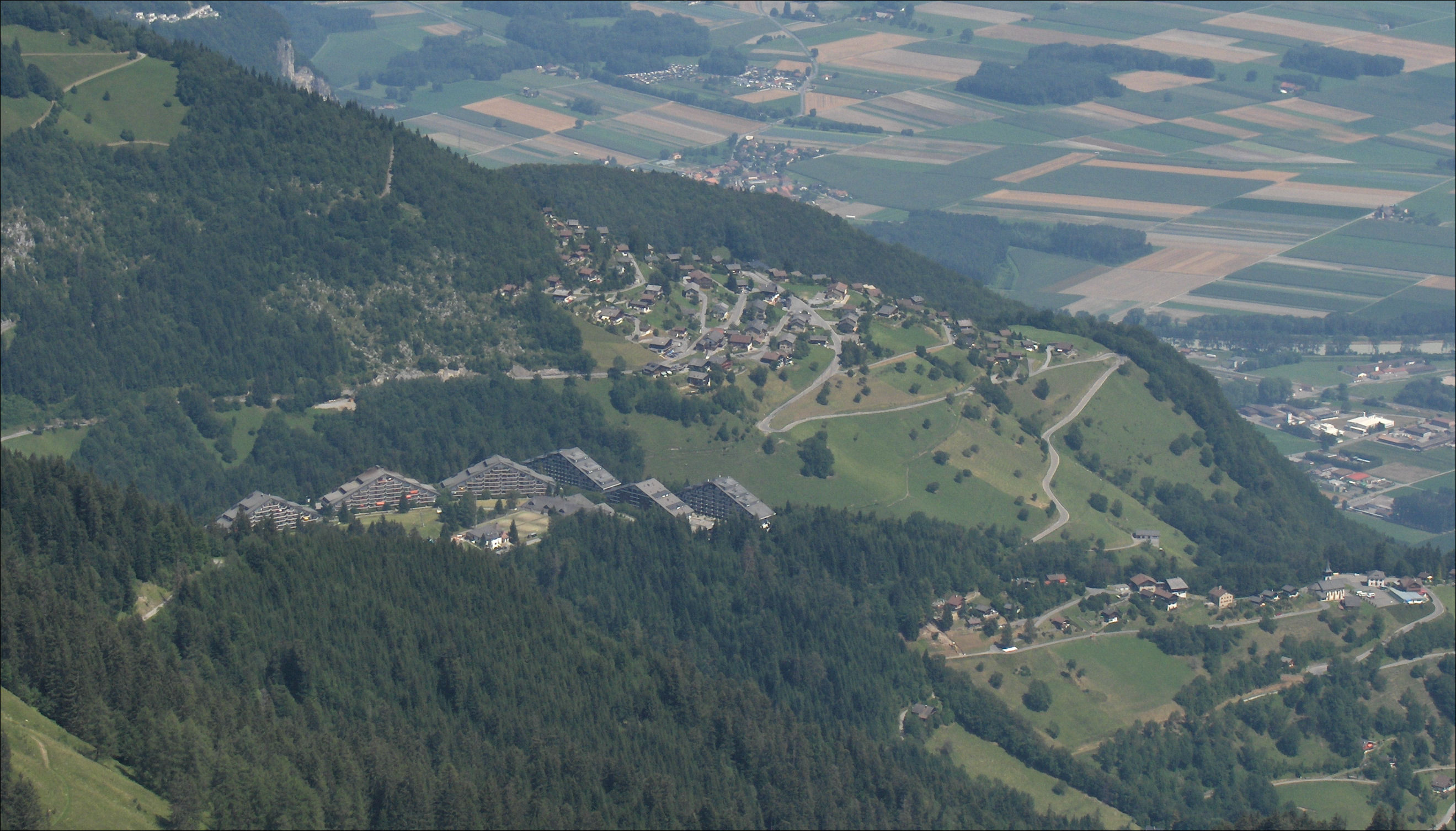
Horské středisko Torgon

Od roku 1025 tvořily Vionnaz, Revereulaz a Torgon panství převorství Lutry, které podléhalo opatství Savigny-en-Lyonnais. V roce 1293 obdržel Vionnaz od svého panovníka, savojského hraběte Amadea Vionnaze, listinu svobody. Od 14. století obec jmenovala starosty a prokurátory, kteří spravovali každodenní záležitosti. Poté, co v roce 1536 obsadily Monthey jednotky horního Valais a zemřel poslední pán z Vionnazu, spojil kantonální rada Valy v roce 1552 panství Vionnaz s panstvím Monthey. Správu převzal rychtář, často příslušník rodu Barberini, který nechal v roce 1613 postavit hrad Vionnaz. Protože vojska Vionnaz pravidelně pustošila, nechala okresní rada na své náklady postavit dosud patrnou obrannou zeď o délce 200 metrů a tloušťce až 4 metry, která měla obec chránit. V roce 1800 vesnice vyhořela. V roce 1798 byl Vionnaz sloučen s obcemi Revereulaz a Torgon do jedné obce.
Vionnaz je zmiňován v roce 1140 jako majetek opatství Savigny-en-Lyonnais a do roku 1282 byl farností převorství Lutry. Na konci 15. století přešlo komendy převorství na biskupa z Lausanne. V roce 1552 si okresní rada přivlastnila kolaturu, které se Velká rada (kantonální parlament) Valais v roce 1907 zřekla ve prospěch biskupa ze Sionu. Po kapli z roku 1140 byl v roce 1585 postaven druhý kostel (kostelní věž z roku 1581). Novogotický kostel, vysvěcený v roce 1903, byl obnoven v 60. letech 20. století.
Obec byla dlouhou dobu charakteristická zemědělstvím. Ve 20. století se v obci usadily četné průmyslové podniky (chemický, strojírenský a textilní průmysl, přesná mechanika). Koncem 50. let 20. století získal Torgon první lyžařský vlek a společnost Télé-Torgon SA, založená v roce 1960, rozšířila od roku 1970 čtvrť La Jorette (ubytovací kapacita 4000 lůžek). Torgon se následně rozvinul v rekreační středisko a na počátku 21. století je součástí lyžařské oblasti Portes du Soleil. Od roku 2012 vede silnice Torgon-La Jorette přes visutý most. Torgonské rašeliniště o rozloze 14 hektarů je chráněno od roku 1994.

## Obyvatelstvo
| Rok            | 1850 | 1900 | 1950 | 2000 | 2010 | 2011 | 2012 | 2013 | 2014 | 2015 | 2016 |
| Počet obyvatel | 776  | 800  | 768  | 1562 | 2217 | 2266 | 2310 | 2355 | 2389 | 2530 | 2594 |

## Doprava

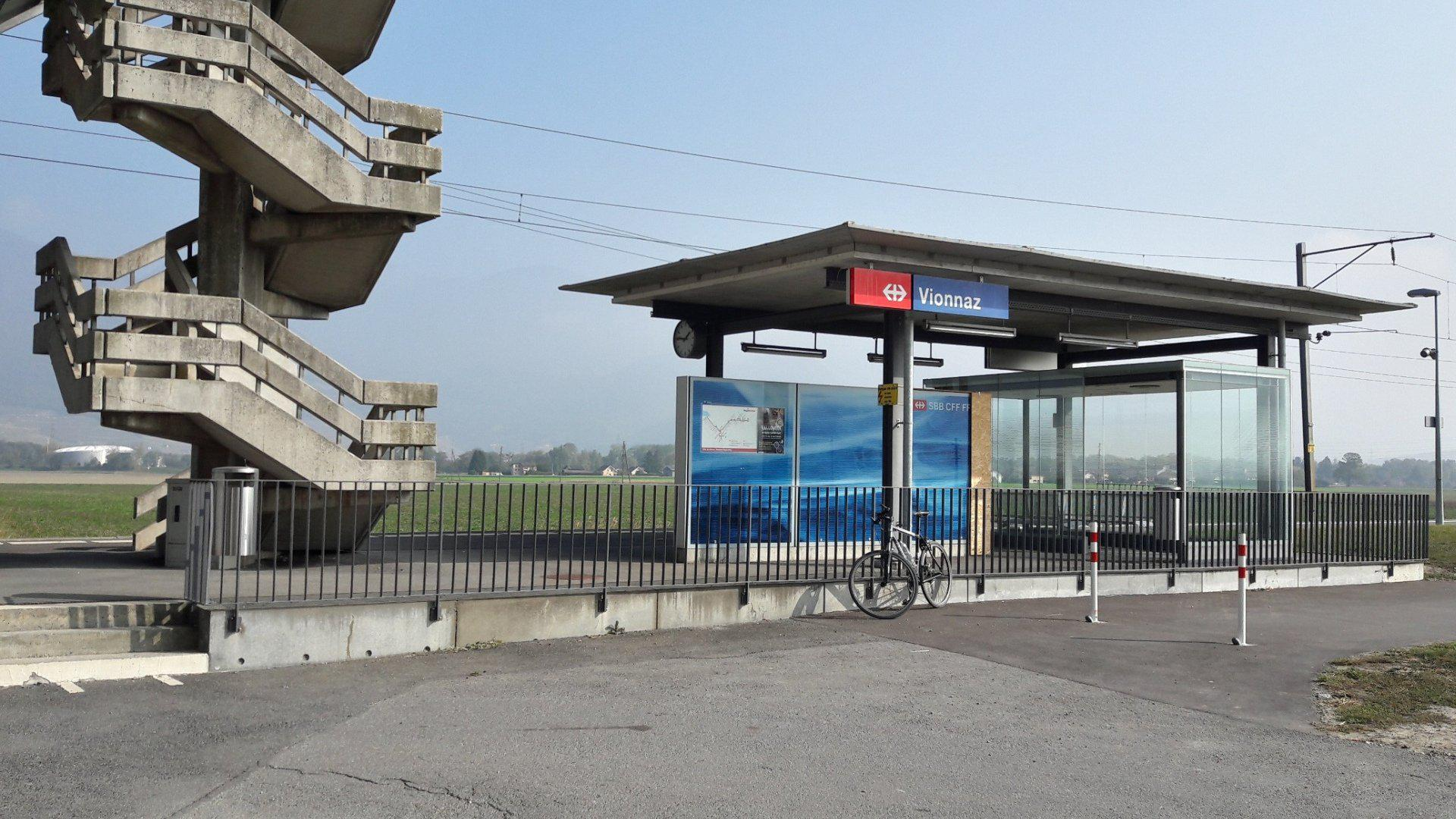
Železniční zastávka Vionnaz

Obcí prochází hlavní silnice 21 od francouzských hranic se Savojskem v Saint-Gingolph do Saint-Maurice a je zároveň výchozím bodem hlavní silnice 11 přes Château-d’Oex do Zweisimmenu. Železniční zastávka Vionnaz na trati SBB ze Saint-Gingolph do Saint-Maurice se nachází přímo východně od hranice obce v sousední obci Collombey-Muraz. Místní dopravu zajišťuje autobusová linka z Aigle přes Vionnaz do Torgonu.